# 구본찬
구본찬(具本粲, 1993년 1월 31일~)은 대한민국의 양궁 선수이다.
본관은 능성이고 현재 대한민국 현대제철 양궁단 소속이다. 신장은 181cm, 체중은 84kg이다.
대한민국 양궁 남자 선수 사상 최초로 대회 2관왕을 하였다.
2016년 올림픽 양궁 종목에서 단체전 이승윤, 김우진과 금메달을 획득하고, 개인전에서 금메달을 획득했다.

## 학력
- 용황초등학교 졸업
- 신라중학교 졸업
- 경북체육고등학교 졸업
- 국립경국대학교 체육학과 학사

## 방송
- 2016년 《웃음을 찾는 사람들 - 부담스런 거래》 특별출연